# 梅济耶尔叙蓬图安
梅济耶尔叙蓬图安（法語：Mézières-sur-Ponthouin，法語發音：[mezjɛʁ syʁ pɔ̃twɛ̃]）是法国萨尔特省的一个市镇，属于马梅尔斯区。

## 地理
梅济耶尔叙蓬图安（48°11'35"N, 0°17'55"E）面积17.88 平方千米，位于法国卢瓦尔河地区大区萨尔特省，该省份为法国西北部内陆省份，北起顺时针与奥恩省、厄尔-卢瓦省、卢瓦-谢尔省、安德尔-卢瓦尔省、曼恩-卢瓦尔省和马耶讷省接壤，是法国大西部的入口，连接卢瓦尔河谷、布列塔尼和巴黎盆地。
与梅济耶尔叙蓬图安接壤的市镇（或旧市镇、城区）包括：库尔瑟蒙、当热勒、圣艾尼昂、马罗勒莱布罗、巴隆-圣马尔。
梅济耶尔叙蓬图安的时区为UTC+01:00、UTC+02:00（夏令时）。

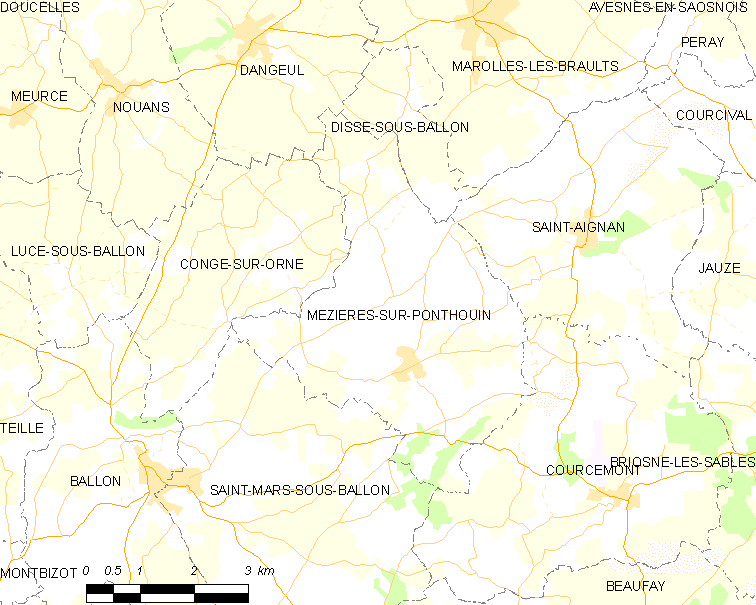
梅济耶尔叙蓬图安的OSM定位图

## 行政
梅济耶尔叙蓬图安的邮政编码为72290，INSEE市镇编码为72196。

## 政治
梅济耶尔叙蓬图安所属的省级选区为马梅尔斯县。

## 人口

1962-2008年间梅济耶尔叙蓬图安人口变化图示

梅济耶尔叙蓬图安于2022年1月1日时的人口数量为735人。